# ألفريدو دوس سانتوس
ألفريدو دوس سانتوس (بالبرتغالية: Alfredo dos Santos‏) مواليد 1 يناير 1920 في ريو دي جانيرو - الوفاة 23 أكتوبر 1997، كان لاعب كرة قدم برازيلي كان يلعب في مركز الوسط. سبق له أن لعب في كأس العالم لكرة القدم مع منتخب بلاده في مونديال 1950.

## المسيرة الاحترافية

### أندية لعب لها
- نادي فاسكو دا غاما
- نادي فلامنغو

## روابط خارجية
- ألفريدو دوس سانتوس على موقع الاتحاد الدولي (مؤرشف)  (الإنجليزية)
- ألفريدو دوس سانتوس على موقع قاعدة بيانات كرة القدم.إي يو (الإنجليزية)
- ألفريدو دوس سانتوس على موقع ناشيونال فوتبول تيمز (الإنجليزية)
- ألفريدو دوس سانتوس على موقع Soccerway.com (الإنجليزية)
- ألفريدو دوس سانتوس على موقع عالم كرة القدم.نت (الإنجليزية)